# 木村英輝
木村 英輝（きむら ひでき、1942年 - ）は、大阪府泉大津市出身の画家。元音楽プロデューサー。京都市立美術大学（現：京都市立芸術大学）卒業。
大学卒業後、ロック音楽プロデューサーとなる。1970年代後半から1980年代は、広告やポスターのデザインも含めたコンセプチュアルデザイナーとして活躍する。60歳から画家になることを宣言した。

## 略歴

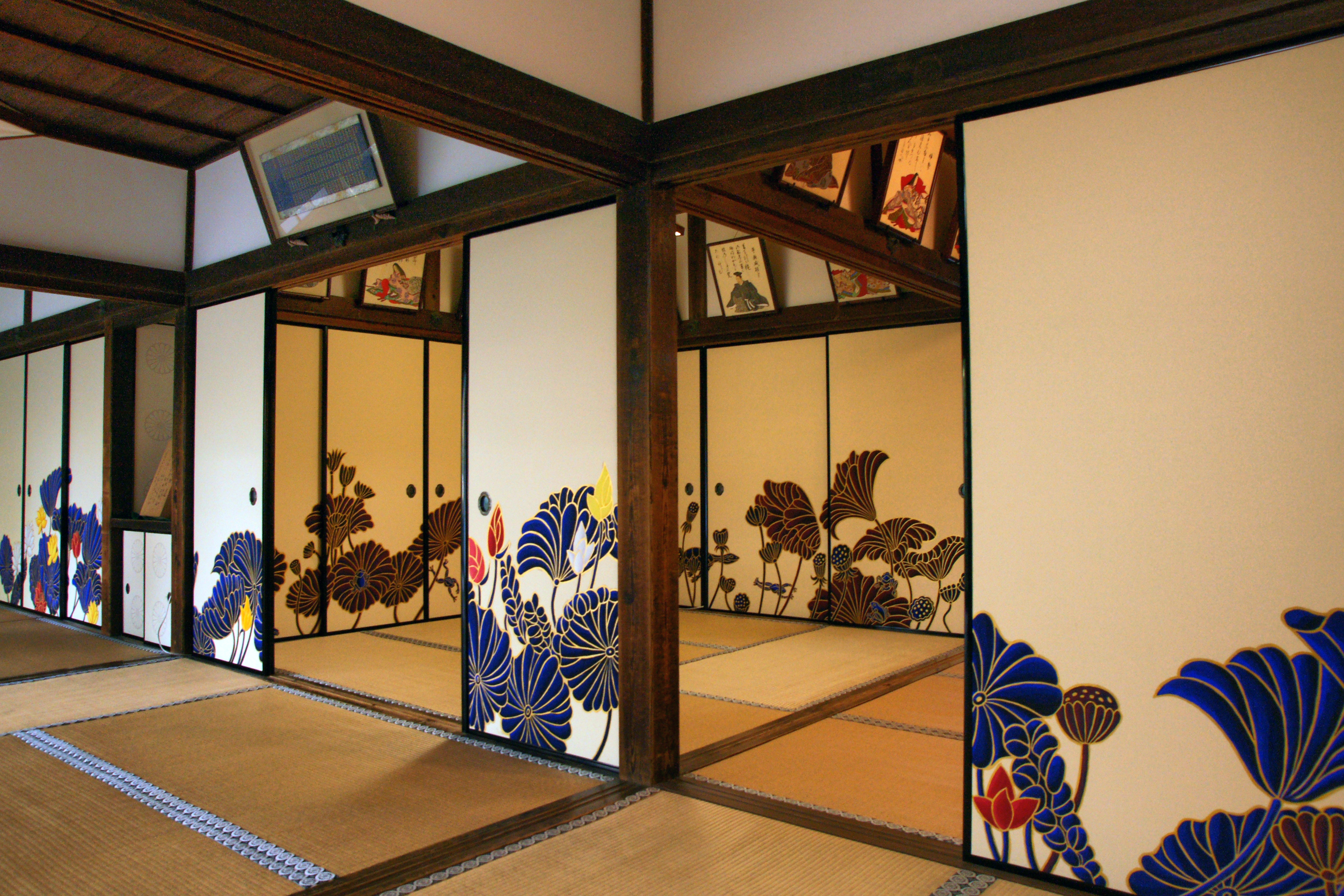
木村氏による、青蓮院門跡華頂殿の襖絵

大阪府泉大津市に生まれる。1965年（昭和40年） 京都市立美術大学（現：京都市立芸術大学）工芸科デザイン専攻卒業。非常勤講師として大学に残る。その後、ロックプロデューサー・コンセプチュアルデザイナーとして活躍する。
2001年（平成13年） 画家宣言。

## 主な作品
- 2005年1月 青蓮院門跡 華頂殿 襖絵 -蓮 三部作-
- 2007年9月 京都市動物園 壁画 Gorilla's daily life
- 2009年3月 関西国際空港 壁画 Space veggies